# أنواع اللطف
أنواع اللطف (بالإنجليزية: Kinds of Kindness)‏ هو فيلم مختارات خيال عبثي من إخراج يورجوس لانثيموس وسيناريو شارك في كتابته مع إفثيمس فيليبو. الفيلم من بطولة إيما ستون، وجيسي بليمنز، وويليم دافو.
عُرض الفيلم لأول مرة في مهرجان كان السينمائي 2024 في 17 أيار/مايو 2024.

## الممثلون
- إيما ستون، في دور: ريتا وليز وإيميلي.
- جيسي بليمنز، في دور: روبرت ودانيال وأندرو.
- ويليم دافو، في دور: ريموند وجورج وأومي
- مارغريت كوالي، في دور: فيفيان ومارثا والتوأم روث وريبيكا
- هونغ تشاو، في دور: سارة وشارون وأكا
- جو ألوين، في دور: جيري وجوزيف
- مامودو أثي، في دور: ويل ونيل وممرض المشرحة
- هانتر شيفر، في دور: آنا
- يورجوس ستيفاناكوس، في دور: RMF
- ميرا بينوا، في دور: ابنة إميلي

## الجوائز والترشيحات
| قائمة الجوائز والترشيحات | قائمة الجوائز والترشيحات | قائمة الجوائز والترشيحات | قائمة الجوائز والترشيحات | قائمة الجوائز والترشيحات |
| الجائزة                  | الفئة                    | المستلم                  | النتيجة                  | م.                       |
| ------------------------ | ------------------------ | ------------------------ | ------------------------ | ------------------------ |
| مهرجان كان السينمائي     | السعفة الذهبية           | أنواع اللطف              | رُشِّح                      |                          |

## روابط خارجية
- أنواع اللطف على موقع IMDb (الإنجليزية)
- أنواع اللطف على موقع ميتاكريتيك (الإنجليزية)
- أنواع اللطف على موقع روتن توميتوز (الإنجليزية)
- أنواع اللطف على موقع ألو سيني (الفرنسية)
- أنواع اللطف على موقع فيلمافينيتي (الإسبانية)
- أنواع اللطف على موقع قاعدة بيانات الأفلام السويدية (السويدية)
- أنواع اللطف على موقع قاعدة بيانات الفيلم (الإنجليزية)
- أنواع اللطف على موقع ليتربوكسد (الإنجليزية)
- أنواع اللطف على موقع كينوبويسك (الروسية)